# Cuéllar (kommun)
Cuéllar är en kommun i Spanien.   Den ligger i provinsen Provincia de Segovia och regionen Kastilien och Leon, i den centrala delen av landet, 120 km norr om huvudstaden Madrid. Antalet invånare är 9 726. Arean är 349 kvadratkilometer.
Terrängen i Cuéllar är huvudsakligen platt.